# Касемян, Артуш Фрунзикович
Арту́ш Фру́нзикович Касемя́н (род. 1963 год, Кировакан, Армянская ССР, СССР) — спортсмен, заслуженный тренер России, мастер спорта СССР по борьбе дзюдо и самбо.

## Биография
Родился 4 сентября 1963 г. в городе Кировакан. Руководитель Спортивного клуба единоборств «Вардананк». В январе 2012 года избран вице-президентом Московского Союза ветеранов дзюдо. Председатель правления АНО ДФОО «Лидер». Подотчётный президент федерации дзюдо Армении. Тренировал Гаянэ Арутюнян - победительницу чемпионата Европы по самбо, призера чемпионатов России по самбо и дзюдо.